# سفارة باكستان في اليابان
سفارة باكستان في اليابان هي أرفع تمثيل دبلوماسي لدولة باكستان لدى اليابان. تقع السفارة في ميناتو وهي تهدف لتعزيز المصالح الباكستانية في اليابان.

## وصلات خارجية
- الموقع الرسمي
- قائمة سفارات باكستان
- قائمة السفارات في اليابان